# Mont-Saint-Martin, Aisne
Mont-Saint-Martin är en kommun i departementet Aisne i regionen Hauts-de-France i norra Frankrike. Kommunen ligger  i kantonen Braine som ligger i arrondissementet Soissons. År 2022 hade Mont-Saint-Martin 70 invånare.

## Befolkningsutveckling
Antalet invånare i kommunen Mont-Saint-Martin
Referens: INSEE